# Langley Park
Langley Park és una concentració de població designada pel cens dels Estats Units a l'estat de Maryland. Segons el cens del 2000 tenia 16.214 habitants.

## Demografia
Segons el cens del 2000, Langley Park tenia 16.214 habitants, 4.592 habitatges, i 3.342 famílies. La densitat de població era de 7.634,5 habitants/km².
Dels 4.592 habitatges en un 43,2% hi vivien nens de menys de 18 anys, en un 41,3% hi vivien parelles casades, en un 18,1% dones solteres, i en un 27,2% no eren unitats familiars. En el 16,1% dels habitatges hi vivien persones soles el 2,8% de les quals corresponia a persones de 65 anys o més que vivien soles. El nombre mitjà de persones vivint en cada habitatge era de 3,51 i el nombre mitjà de persones que vivien en cada família era de 3,7.
Per edats la població es repartia de la següent manera: un 27,4% tenia menys de 18 anys, un 16,1% entre 18 i 24, un 40,3% entre 25 i 44, un 12,9% de 45 a 60 i un 3,3% 65 anys o més.
L'edat mediana era de 27 anys. Per cada 100 dones de 18 o més anys hi havia 132,8 homes.
La renda mediana per habitatge era de 37.939 $ i la renda mediana per família de 36.018 $. Els homes tenien una renda mediana de 22.356 $ mentre que les dones 21.931 $. La renda per capita de la població era de 12.733 $. Entorn de l'11,3% de les famílies i el 16,8% de la població estaven per davall del llindar de pobresa.

## Poblacions més properes
El següent diagrama mostra les poblacions més properes.